# Hyleas Fountain
Hyleas Fountain, ameriška atletinja, * 14. januar 1981, Columbus, Georgia, ZDA.
Nastopila je na poletnih olimpijskih igrah v letih 2008 in 2012, leta 2008 je osvojila srebrno medaljo v sedmeroboju. Na svetovnih dvoranskih prvenstvih je osvojila bronasto medaljo leta 2010 v peteroboju.